# Olaf Winter
Olaf Winter, född den 18 juli 1973 i Neustrelitz, Tyskland, är en tysk kanotist.
Han tog OS-guld i K-4 1000 meter i samband med de olympiska kanottävlingarna 1996 i Atlanta.